# Octavio Derisi
Octavio Nicolás Derisi (Pergamino, Argentina, 27 de abril de 1907 - Ciudad de Buenos Aires, Argentina, 22 de octubre de 2002) fue un arzobispo y filósofo argentino, representante del neotomismo argentino durante la segunda mitad del siglo XX. Fundó en 1946 la revista Sapientia -que aún hoy se edita-, en 1948 la Sociedad Tomista Argentina y en 1958 la Universidad Católica de Buenos Aires. 

## Biografía
Nació en Pergamino en 1907. Fue el séptimo de ocho hermanos, hijos de un matrimonio de inmigrantes italianos. 
Estudió en el seminario de Buenos Aires, donde obtuvo el doctorado en Sagrada Teología con una tesis titulada La constitución esencial del Sacrificio Eucarístico de la Misa. Fue ordenado sacerdote y enseñó en el Seminario San José de La Plata. En 1938 obtuvo el doctorado en Filosofía en la Universidad de Buenos Aires  con una tesis titulada Los fundamentos metafísicos del orden moral, que mereció el premio Universidad de Buenos Aires al mejor alumno de su promoción y el premio Antonino Lamberti al mejor egresado de su Facultad.
Desde 1938 a 1948 asumió la dirección los Cursos de Cultura Católica, impartiendo diversas asignaturas. De 1948 a 1955 fue profesor en la Universidad de Buenos Aires. En 1946 fundó la revista Sapientia y en 1956 la Revista de Filosofía. En 1947 y en 1954 realizó viajes académicos por Europa, impartiendo conferencias en Madrid, París y Roma. En 1949 dictó un curso en la Universidad Católica de Brasil. En 1953 fue nombrado prelado doméstico de Su Santidad por el Papa Pío XII.
En 1955 fundó la Universidad Católica de Buenos Aires, de la que fue rector y profesor. Fue miembro, directivo y presidente de la Organización de Universidades Católicas de América Latina y  del Consejo de Rectores de Universidades Privadas de Argentina.
Durante su vida académica se adhirió a la escuela tomista, promoviendo y prologando traducciones de obras de Jacques Maritain, Reginald Garrgiou-Lagrange, O.P., Étienne Gilson, etc. También profundizó en el pensamiento de Croce, San Agustín y Heidegger, escribiendo varios estudios monográficos sobre el mismo.
En 1970 fue nombrado obispo titular de Raso y auxiliar de La Plata por el Papa Pablo VI. En 1984 cesó como obispo auxiliar y fue nombrado arzobispo titular de Raso ad personam.

## Reconocimientos
- Primer Premio Nacional de Filosofía por su obra Filosofía moderna y filosofía tomista.
- Recibió el Diploma al Mérito de los Premios Konex en 1986.

## Obra

### Libros:[1]
Escribió casi cuarenta libros -muchos de ellos con varias ediciones-, entre los que destacan: 
- Filosofía moderna y filosofía tomista (Buenos Aires, 1941).
- Los fundamentos metafísicos del orden moral (Buenos Aires, 1941, 1ª ed.).
- Lo eterno y lo temporal en el arte (Buenos Aires, 1942).
- Concepto de la filosofía cristiana (Buenos Aires, 1942).
- Ante una nueva Edad Media (Buenos Aires, 1944).
- La doctrina de la inteligencia de Aristóteles a Santo Tomás (Buenos Aires, 1945).
- La persona: su esencia, su vida, su mundo (Buenos Aires, 1950).
- Tratado de existencialismo y tomismo (Buenos Aires, 1956).
- Ontología y epistemología de la historia (Buenos Aires, 1958).
- Agustinismo y tomismo (Buenos Aires, 1959).
- Metafísica de la libertad (Buenos Aires, 1961).
- Filosofía de la cultura y de los valores (Buenos Aires, 1963).

### Artículos:
Además, fue autor de casi 600 artículos en publicaciones como Estudios (de la Compañía de Jesús), Criterio, Sol y Luna, Revista Eclesiástica de Buenos Aires, Stromata, El Pueblo (de los Círculos Católicos de Obreros), Tribuna Católica (Montevideo), Bolivariana (Medellín), Javeriana (Bogotá), Ortodoxia (de los Cursos de Cultura Católica), Iatría, Philosophia (de la Universidad Nacional de Cuyo), Revista de la Universidad de Buenos Aires, Logos, Revista Eclesiástica de La Plata, Revista de la Universidad Nacional de Córdoba, Sapientia, Strena, Humanidades (de la Universidad Nacional de La Plata), Ciencia Tomista (Salamanca), Sexto Continente, Pensamiento (Madrid), Revista de Filosofía (Univ. Nac. de La Plata), Doctor Communis (Roma), Revista del Colegio Mayor de Nuestra Señora del Rosario, La Ciudad de Dios (El Escorial), Estudios Filosóficos (Santander), Revista de Filosofía (Madrid), Veritas (Porto Alegre), Augustinus (Madrid), Angelicum (Roma), Humanitas (Univ. de Nuevo León, México), Diánoia (México), La Nación (Buenos Aires), Universitas (Universidad Católica Argentina), Revista de Filosofía (Univ. Iberoamericana de México), La Prensa (Buenos Aires), O Estado de Direito (Tribunais de S. Paulo).